# Хормизд I (кушаншах)

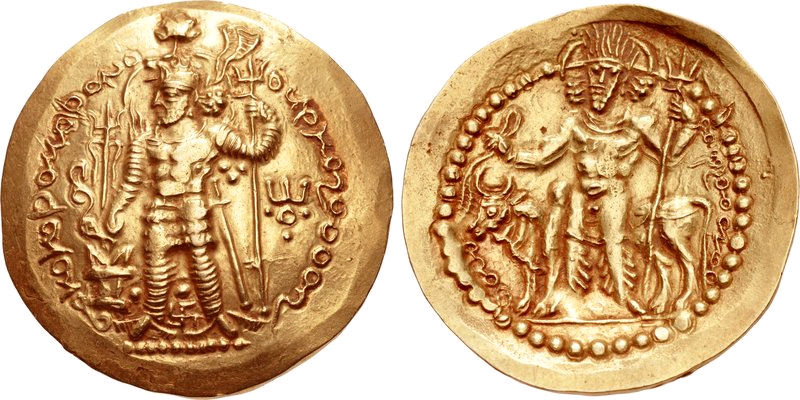
Монета Хормизда I

Хормизд I (д/н — 300) — 3-й кушаншах в 275-300 годах. Его имя является среднеперсидским аналогом Ахурамазды.

## Жизнеописание
Происходил из династии Сасанидов. Был младшим сыном шахиншаха Бахрама I. В 275 году при неизвестных обстоятельствах занял трон государства кушаншахов. Это совпало со смертью кушаншаха Пероза I. Возможно, тот восстал против шахиншаха Бахрама II, брата Хормизда. В результате братья победили и свергли Пероза I, а Хормизд стал новым кушаншахом.
Вероятно, до 280 года Хормизд I полностью контролировал Трансоксиану, Тохаристан, Ферганскую долину, область Чача и Тарима. Стал практически полностью чеканить монеты по сасанидскому образцу. Монетные дворы располагались в Кабуле, Балхе, Герате и Мерве.
В 282 году совместно с родственником Хормиздом, наместником Сакастана (по другой версии оба Хормизды являются одним и тем же лицом), восстал против брата, приняв титул «большого шахиншаха кушан». Помощь получил от Васудэвы II, царя индийских кушан. Война продолжалась до 283 года, когда Хормизд I потерпел поражение.
Впрочем, угроза со стороны Римской империи заставила Бахрама II оставить все владения брату. Однако власть кушаншаха была существенно ограничена. Теперь он фактически превратился в полунезависимого сатрапа.
Умер Хормизд I в 300 году. Ему наследовал сын или родственник Хормизд II.